# ريتشارد ثالر

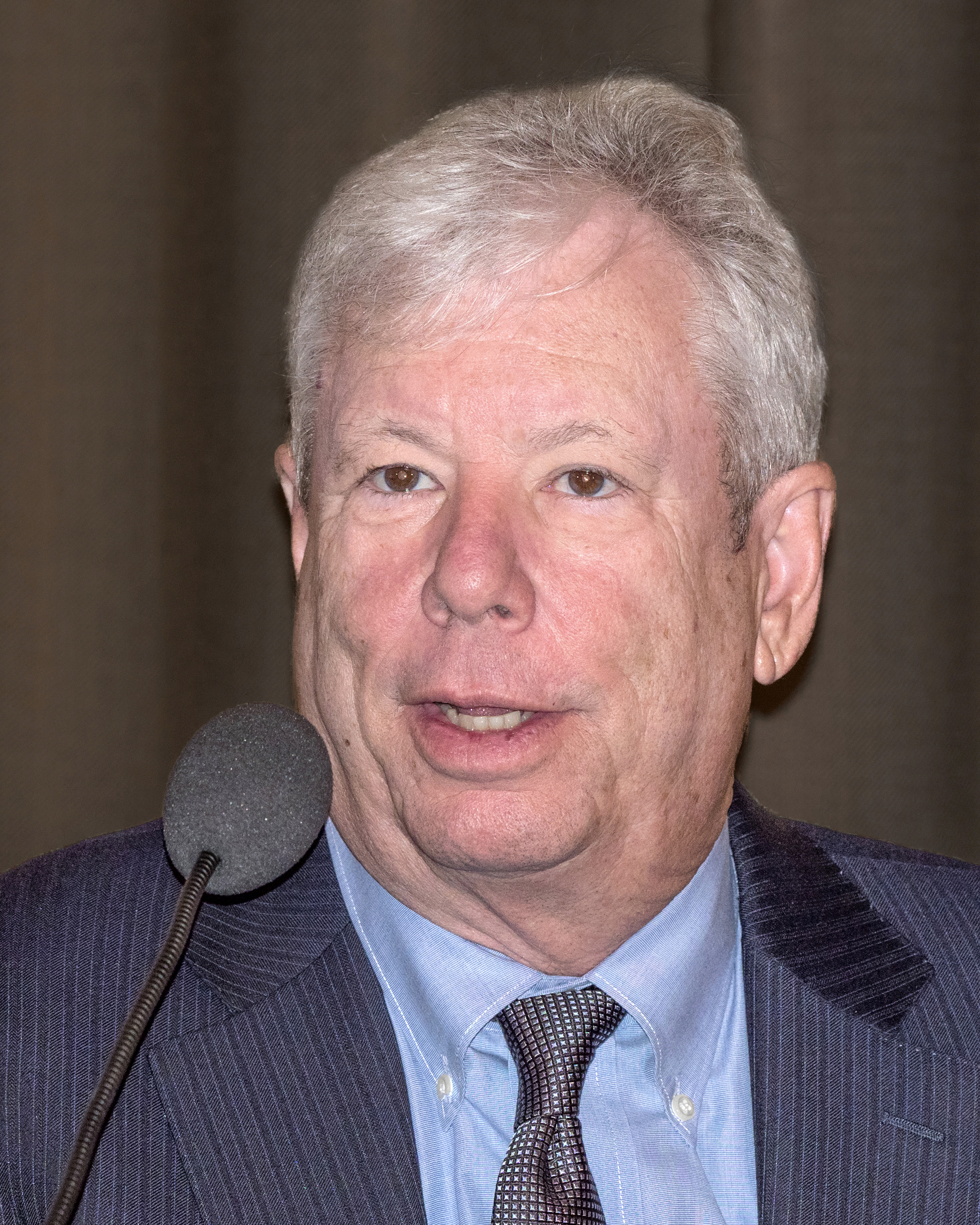
ريتشارد إتش ثالر خلال المؤتمر الصحفي لجائزة نوبل في ستوكهولم ، ديسمبر 2017

ريتشارد إتش ثالر (بالإنجليزية: Richard H. Thaler) (ولد في 12 سبتمبر 1945) هو اقتصادي أمريكي وأستاذ خدمة تشارلز ر. والغرين في العلوم السلوكية والاقتصاد في كلية بوث للأعمال بجامعة شيكاغو في عام 2015. كان ثالر رئيسًا للرابطة الاقتصادية الأمريكية.
ثالر منظر في الاقتصاد السلوكي، وتعاون مع دانيال كانمان وعاموس تفيرسكي وغيرهم في مناسبات متعددة في تعريف هذا المجال. في عام 2018، انتُخِب عضوًا في الأكاديمية الوطنية للعلوم.
في عام 2017، نال جائزة نوبل في العلوم الاقتصادية لمساهماته في الاقتصاد السلوكي. ذكرت الأكاديمية الملكية السويدية للعلوم، في إعلانها عن جائزة نوبل، أن «مساهماته قد شيدت جسرًا بين التحليلات الاقتصادية والنفسية لعملية اتخاذ القرار الفردية. كانت استنتاجاته التجريبية ورؤاه النظرية مفيدة في إنشاء مجال الاقتصاد السلوكي الحديث سريع التوسع.»

## الحياة الشخصية
ولد ثالر في إيست أورانج بنيوجيرسي لعائلة يهودية. كانت والدته، روسلين (ميلنيكوف، 1921-2008)، معلمة، وبعد ذلك كانت وكيلة عقارات، بينما كان والده، آلان موريس ثالر (1917–2004)، خبيرًا اكتواريًا في برودنشيال فاينانشال في نيوارك بنيو جيرسي، وولد في تورونتو. ترعرع مع شقيقين أصغر سنًا. كان والد جده الأكبر، سيليغ ثالر (1831-1903) من بيريجاني في أوكرانيا. لديه ثلاثة أطفال من زواجه الأول وهو الآن متزوج من فرانس لوكلير، أستاذة تسويق سابقة في جامعة شيكاغو ومصورة نهمة.

## جائزة نوبل
حصل ثالر على جائزة نوبل في الاقتصاد لعام 2017 عن «إدراج افتراضات واقعية نفسيًا في تحليلات اتخاذ القرار الاقتصادي. من خلال استكشاف عواقب العقلانية المحدودة، والتفضيلات الاجتماعية، والافتقار لضبط النفس، أظهر كيف تؤثر هذه السمات البشرية بشكل منهجي على القرارات الفردية ونتائج السوق».
فور الإعلان عن جائزة 2017 مباشرة، قال البروفيسور بيتر جاردنفورز، عضو لجنة جائزة العلوم الاقتصادية، في مقابلة إن ثالر «جعل الاقتصاد بشريًا أكثر».
بعد أن علم أنه فاز بجائزة نوبل، قال ثالر إن أهم إسهام له في الاقتصاد «كان إدراك أن العوامل الاقتصادية بشرية، وأن النماذج الاقتصادية يجب أن تدرج ذلك». في إشارة إلى السلوك غير المعقول في بعض الأحيان الذي درسه على نطاق واسع، قال مازحًا أنه ينوي إنفاق أموال الجائزة «على نحو غير عقلاني قدر الإمكان».
غرد بول كروغمان، الفائز بجائزة نوبل في الاقتصاد لعام 2008، «نعم! إن الاقتصاد السلوكي هو أفضل شيء حدث في هذا المجال منذ أجيال، وقد أنار ثالر الطريق». على الرغم من ذلك، لم يصحب اختيار ثالر اشادة عالمية، حيث أشار روبرت شيلر (أحد الفائزين في عام 2013) إلى أن بعض الاقتصاديين ما زالوا ينظرون إلى إدراج ثالر لمنظور نفسي ضمن إطار اقتصادي كافتراض مشكوك فيه. بالإضافة إلى ذلك، أشاد مقال في مجلة ذي إيكونوميست بثالر وزملائه السلوكيين، وفي ذات الوقت، أخذ يتحسر بسبب الصعوبات العملية التي نتجت عن جعل «الاقتصاديين ككل يتراجعون قليلًا عن التنظير الأكبر، ويركزون أكثر على العمل التجريبي ومسائل سياسية محددة».
خلال تأريخ مسار ثالر حتى فوزه بجائزة نوبل، يلاحظ جون كاسيدي أنه على الرغم من أن نظرية «الوكزة» الخاصة بثالر قد لا تتغلب على كل العيوب في الاقتصاد التقليدي، إلا أنها على الأقل واجهتها «بطرق أسفرت عن رؤى مهمة في مجالات تتراوح من التمويل إلى التنمية الدولية».

## روابط خارجية
- ريتشارد ثالر على موقع IMDb (الإنجليزية)
- ريتشارد ثالر على موقع الموسوعة البريطانية (الإنجليزية)
- ريتشارد ثالر على موقع مونزينجر (الألمانية)